# Уссурийский снегирь
Уссурийский снегирь (лат. Pyrrhula pyrrhula griseiventris) — подвид обыкновенного снегиря, распространённый на Дальнем Востоке, Сахалине, Курильских и Японских островах. Распространён в долинных хвойных лесах с большой примесью лиственных деревьев. Известные гнёзда располагаются в хвойном подросте.

## Описание
Птица мелких размеров, с воробья. Это один из самых маленьких снегирей России. Оперение головы сверху, вокруг клюва и глаз — чёрное. Маховые и рулевые перья тоже чёрные с синим металлическим отливом. Поясница и подхвостье — белые. Крайнее внутреннее третьестепенное маховое чёрное, с более менее регулярным присутствием красного пятна.

### Самец
Плечи, зашеек, кроющие крыла серые. Спина более темная, чем у обыкновенного снегиря, очень часто с красным оттенком. Щеки и горло почти всегда более интенсивно окрашены. Живот серый с розовым, интенсивность окраски нижней стороны тела сильно варьирует, и зависит от возраста, индивидуальных особенностей и подвидовой принадлежности. Красный цвет нередко проявляется и на кроющих крыла.

### Самка
Зашеек и плечи серые. Спина буровато-коричневая, темная. Шея с низу, горло, щеки, живот и его бока коричневые. У многих самок щеки и горло часто имеют красный оттенок.

### Птенцы
Преимущественно охристо-коричневое оперение. Чёрные маховые и рулевые. На голове у птенцов «черной шапочки», такой как у взрослых, нет. Белые перья на крыле имеют охристый оттенок. Крайнее внутреннее третьестепенное маховое чёрное.

## Распространение
От побережья Охотского и Японского морей к западу до 132-го меридиана, к северу до 57-й параллели. К югу до 42-й параллели. Северо-восточные провинции Китая, Сахалин. Курильские острова от Ушишира к югу до Кунашира и Шикотана. Хоккайдо и центральная часть Хонсю.